# Aaron McLean
Aaron McLean (Londra, 25 maggio 1983) è un ex calciatore inglese, di ruolo attaccante.